# Jania cultrata
Jania cultrata (Harvey) J.H. Kim, Guiry & H.-G. Choi, 2007  é o nome botânico de uma espécie de algas vermelhas pluricelulares do gênero Jania.

## Sinonímia
- Amphiroa fastigiata Decaisne, 1842
- Amphiroa cultrata Harvey, 1849
- Amphiroa elegans J.D. Hooker & Harvey, 1849
- Cheilosporum cultratum (Harvey) J.E. Areschoug, 1852
- Cheilosporum elegans J.E. Areschoug, 1852
- Amphiroa multifida Kützing, 1858
- Amphiroa cultrata var. pectinata Kützing, 1858
- Cheilosporum fastigiatum (Decaisne) De Toni, 1905
- Cheilosporum cultratum subsp. multifidum (Kützing) H.W. Johansen, 1977